# Parafia św. Jana Chrzciciela w Książnicach (województwo podkarpackie)
Parafia św. Jana Chrzciciela w Książnicach – parafia rzymskokatolicka w dekanacie Mielec Południe w diecezji tarnowskiej. W skład parafii wchodzi kościół pw. św. Jana Chrzciciela w Książnicach oraz kościół filialny – pw. Matki Bożej Wspomożenia Wiernych w Rydzowie.
Obszar parafii aktualnie obejmuje następujące miejscowości: Boża Wola, Goleszów, Książnice, Podleszany, Rydzów.
Parafia aktualnie liczy ok. 2800 parafian.

## Historia parafii
Pierwsze wzmianki o parafii sięgają drugiej połowy XIII w. Jednak obecny kościół zbudowany został w 1927 wg projektu architekta Zdzisława Mączeńskiego. Konsekracji świątyni dokonał w 1935 bp Franciszek Lisowski. Kościół został silnie uszkodzony w czasie działań wojennych w 1944, a jego odbudowa zakończyła się w 1952.
Budowla o tradycji eklektycznej, łączy elementy neogotyku i neobaroku. Murowana z cegły, trzynawowa, bazylikowa. Przy korpusie nawowym od frontu masywna czworoboczna wieża. Wnętrze nakryte jest sklepieniami w typie kryształowym. Dekoracja sgraffitowi we wnękach ołtarzowych wykonana przez Józefa Szuszkiewicza. Witraże zaprojektowane przez Łukasza Karwowskiego.
Wnętrze kościoła zostało zaprojektowane i wykonane przez Bogdanę i Anatola Drwalów. Stalle i konfesjonały wykonane wg projektu Antoniego Mazura w 1960. 

## U świętego Jana w Książnicach
Pismo Parafialne ukazujące się od 2006. Aktualnie wydawane w formie kwartalnika.

## Grupy działające w parafii
- Liturgiczna Służba Ołtarza
- Dziewczęca Służba Maryjna
- Krąg biblijny
- Róże Żywego Różańca
- Caritas

## Proboszczowie
- Ks. Albert Jemielski (ok. 1678)( Prebendarz kaplicy św. Anny)[1]
- Ks. Jacobus Kożuchowski (1700–1726)[1]
- Ks. Franecicus J. Wierzchowski (1726–1738)[1]
- Ks. Dominiecus Solecki (1738)[1]
- Ks. Valentimus F. Oziemkowski (1748)[1]
- Ks. Jan Andras  Gruszkowski  (1766–1794)[1]
- Ks. Jan Godecki (1794–1811)[1]
- Ks. Walenty Sokołowski (1811–1824)[1]
- Ks. Szymon Domanusiewicz (1825–1834)[1]
- Ks. Walenty Kosowicz (1835–1840)[1]
- Ks. Jan Jurczak  (1841–1861)[1]
- Ks. Romuald Płonkowski (1861–1881)[1]
- Ks. Józef Michalik (1882–1918)[1]
- Ks. Stanisław Grzyb (1918–1952)[1]
- Ks. Stefan Kamionka (1952–1958)[1]
- Ks. Tomasz Zagólski (1958–1989)  ( od 1973 roku do 1983 roku wicedziekan dekanatu mieleckiego )[1]

- ks. kan. Józef Baczyński (1989–2018)[1]
- ks. dr  Marek Zaborowski (2018– )[2]